# Gomba pályázat 2009.
2009 májusában a budapesti XI. kerületi önkormányzat országos, nyilvános ötletpályázatot írt ki „A Móricz Zsigmond körtéri műemléki védettségű Gomba épületének építészeti és hasznosítási ötletpályázata” címmel.
Idézet a kiírásból:
A tervpályázat tárgya és célja, hasznosítása
A Móricz Zsigmond körtér homorú térfalának fókuszpontjában álló forgalmi épület a két világháború közötti műépítészet egyik legsikerültebb térkompozíciója. A körforgalomhoz illeszkedő átjárható épület felújítására a Bartók Béla út rekonstrukciója és az M4-es metróvonal építése miatt kerül sor. A felújítás lehetőséget kínál az épület eredeti jellegét kedvezőtlenül befolyásoló áramátalakító áthelyezésére, lehetővé téve a 2-es és 3-as épület közötti átjáró két beépített szakaszának kibontását is.

A Kiíró célja a Gomba épületének távlati hasznosítására, illetve építészeti kialakítására vonatkozó olyan fejlesztési, építészeti elképzelések, ötletek, hasznosítási javaslatok minél szélesebb körben való beszerzése, melyek megvalósítható, verseny- és piacképes konstrukciót eredményeznek, valamint a műemlék épület és környezetének megújítására – a korszerű műemlékvédelem elveivel összhangban – korszerű építészeti megoldást hoznak.
A pályázat leadási határideje 2009. szeptember 7. volt.
94 tervező vásárolta meg a pályázat dokumentációját. 70 pályamű érkezett. Néhány pályázat késedelmes beküldés, rossz címzés stb. miatt kizárásra került. Összesen 65 db pályaművet értékelt a Bíráló Bizottság.

## Díjazott, megvételben részesített pályaművek
- Rangsorolás nélkül 2 300 000 Ft összegű megosztott I. díjban részesült az 1. bírálati sorszámú pályamű, melynek szerzője:

MÉRTÉK ÉPÍTÉSZETI STÚDIÓ Kft.
tervezők: Paulinyi Gergely, Dr. Reith András, Dr. Komjáthy Attila,
munkatársak: Burján Gergő, Sidó Kamilla, Fábián László, Tákos Tamás
- Rangsorolás nélkül 2 300 000 Ft összegű megosztott I. díjban részesült a 32. bírálati sorszámú pályamű, melynek szerzője:

HETEDIK MŰTEREM Kft.
tervezők: Szabó Levente DLA, Almer Orsolya, Simon Orsolya, Tánczos Tibor, Páll András
- Rangsorolás nélkül 1 800 000 Ft összegű megosztott II. díjban részesült a 17. bírálati sorszámú pályamű, melynek szerzője:

GYÜRE ÉPÍTÉSZIRODA Kft.
tervező: Gyüre Zsolt
szakági tervezők: „GEUM” MŰTEREM Kft.
kert és tájépítész: Csontos Csenge
munkatársak: HOMOLOUGE Bt.
látványterv: Ölbey Zoltán
- Rangsorolás nélkül 1 800 000 Ft összegű megosztott II. díjban részesült a 22. bírálati sorszámú pályamű, melynek szerzője:

Vesztergom Ádám és Bujdosó Attila
- Rangsorolás nélkül 1 800 000 Ft összegű megosztott II. díjban részesült a 42. bírálati sorszámú pályamű, melynek szerzője:

INTRAMUROS ÉPÍTÉSZ Kft.
tervezők: Dobos Botond Zsolt, Borszuk Gábor
- Rangsorolás nélkül 500 000 Ft összegű megvételben részesült a 2. bírálati sorszámú pályamű, melynek szerzője:

MAGYAR ÉS BENKE Kft.
tervezők: Juhari Katalin, Benke László, Magyar Gergely
munkatársak: Kishonthy Kata, Magyar Márton
- Rangsorolás nélkül 500 000 Ft összegű megvételben részesült az 5. bírálati sorszámú pályamű, melynek szerzője:

T2.a ÉPÍTÉSZ IRODA Kft.
tervezők: Turányi Bence, Turányi Gábor DLA
munkatársak: Maros Róbert, Pinczés Éva, Regőczi Dénes, Skultéti Levente, Turányi Anna
- Rangsorolás nélkül 500 000 Ft összegű megvételben részesült a 10. bírálati sorszámú pályamű, melynek szerzője:

SPORAARCHITECHTS Kft.
tervezők: Dékány Tibor, Hatvani Ádám, Finta Sándor, Vadász Orsolya
szakági tervezők: Evva Ambrus, László János
munkatársak: Várhidi Bence, Balogh Zsuzsa, Molnár Diana
- Rangsorolás nélkül 500 000 Ft összegű megvételben részesült a 12. bírálati sorszámú pályamű, melynek szerzője:

RB-STÚDIÓ Bt.
tervező: Balázs Attila
- Rangsorolás nélkül 500 000 Ft összegű megvételben részesült a 28. bírálati sorszámú pályamű, melynek szerzője:

UI Architects Kft.
tervezők: Pozsár Péter, Koczka Zsófia, Komlósí Bence, Boromissza Júlia, Baló Dávid
szakági tervezők: Lukács Katalin, Thurnay Dorottya
- Rangsorolás nélkül 500 000 Ft összegű megvételben részesült az 51. bírálati sorszámú pályamű, melynek szerzője:

KŐSZEGHY ÉPÍTÉSZET Bt.
tervezők: Kőszeghy Attila, Csaba Tímea, Kőszeghy-Koncsag Flóra
- Rangsorolás nélkül 500.000 Ft összegű megvételben részesült az 53. bírálati sorszámú pályamű, melynek szerzője:

tervezők: Klobusovszki Péter DLA, Bartha András Márk
- Rangsorolás nélkül 500 000 Ft összegű megvételben részesült az 58. bírálati sorszámú pályamű, melynek szerzője:

LAB5 Kft.
tervezők: Dobos András, Erdélyi Linda, Gáspár Virág Anna, Korényi Balázs
szakági tervező: Karádi Kata, Szalay Zsuzsa
munkatárs: Vámos Zoltán
- Rangsorolás nélkül 500 000 Ft összegű megvételben részesült a 62. bírálati sorszámú pályamű, melynek szerzője:

VADÁSZ ÉS TÁRSAI ÉPÍTÉSZ Kft.
tervezők: Vadász Bence, Balogh Attila András, Zólyomi Zoltán Balázs
szakági tervezők: Dávid Ágnes, Zöld Béla, Balogh Lajos
munkatárs: Frei Tamás
- Rangsorolás nélkül 500 000 Ft összegű megvételben részesült a 63. bírálati sorszámú pályamű, melynek szerzője:

BEAM ARCHITECTS
tervezők: Csiszér András, Dömölky Dániel, Lilienberg Sándor

## Nem díjazott pályaművek
- 8. bírálati sorszámú pályamű, szerzője:

déBert Építészek Kft.
tervező: Horváth Dénes
- 18. bírálati sorszámú pályamű, szerzője:

szerző: Ybl Tervező Kft.
tervező:
építészet:Hefelle Karolina, Nagy Árpád
grafika-látványterv: Kustyán Anett, Vadon Zoltán
- 20. bírálati sorszámú pályamű, szerzője:

szerző: MCXVI építészműterem
tervező: Borsay Attila, Álmos Gergely, Una Breathnach
- 44. bírálati sorszámú pályamű, szerzője:

tervező: Furmann Péter,
statika: Somogyi Zsolt,
gépészet: Kovács Gyula,
munkatársak: Furmann Zsuzsa, Furmann Lőrinc

## Külső hivatkozások
- 1. bírálati sorszámú pályamű Archiválva 2009. november 2-i dátummal a Wayback Machine-ben – Építészfórum, 2009. október 28.
- 2. bírálati sorszámú pályamű Archiválva 2009. november 2-i dátummal a Wayback Machine-ben – Építészfórum, 2009. október 28.
- 5. bírálati sorszámú pályamű Archiválva 2009. november 2-i dátummal a Wayback Machine-ben – Építészfórum, 2009. október 28.
- 8. bírálati sorszámú pályamű Archiválva 2009. november 22-i dátummal a Wayback Machine-ben – Építészfórum, 2009. november 17.
- 10. bírálati sorszámú pályamű Archiválva 2009. november 2-i dátummal a Wayback Machine-ben – Építészfórum, 2009. október 28.
- 12. bírálati sorszámú pályamű Archiválva 2009. november 2-i dátummal a Wayback Machine-ben – Építészfórum, 2009. október 28.
- 17. bírálati sorszámú pályamű Archiválva 2009. november 2-i dátummal a Wayback Machine-ben – Építészfórum, 2009. október 28.
- 18. bírálati sorszámú pályamű Archiválva 2010. január 10-i dátummal a Wayback Machine-ben – Építészfórum, 2010. január 8.
- 20. bírálati sorszámú pályamű Archiválva 2009. november 20-i dátummal a Wayback Machine-ben – Építészfórum, 2009. október 19.
- 22. bírálati sorszámú pályamű Archiválva 2009. november 2-i dátummal a Wayback Machine-ben – Építészfórum, 2009. október 28.
- 28. bírálati sorszámú pályamű – Építészfórum, 2009. október 28.
- 32. bírálati sorszámú pályamű Archiválva 2009. november 2-i dátummal a Wayback Machine-ben – Építészfórum, 2009. október 28.
- 42. bírálati sorszámú pályamű Archiválva 2009. november 2-i dátummal a Wayback Machine-ben – Építészfórum, 2009. október 28.
- 44. bírálati sorszámú pályamű Archiválva 2016. október 1-i dátummal a Wayback Machine-ben – Google site
- 51. bírálati sorszámú pályamű Archiválva 2009. december 24-i dátummal a Wayback Machine-ben – Építészfórum, 2009. október 28.
- 53. bírálati sorszámú pályamű – Építészfórum, 2009. november 5.
- 58. bírálati sorszámú pályamű Archiválva 2009. november 12-i dátummal a Wayback Machine-ben – Építészfórum, 2009. november 9.
- 62. bírálati sorszámú pályamű Archiválva 2009. november 15-i dátummal a Wayback Machine-ben – Építészfórum, 2009. november 12.
- 63. bírálati sorszámú pályamű Archiválva 2009. november 26-i dátummal a Wayback Machine-ben – Építészfórum, 2009. november 23.